# Матфрид I (Орлеан)
Матфрид I (на френски: Matfried I.; * 795, † 836/837) е родоначалник на фамилията Матфриди и граф на Орлеан.

## Биография
От 815 г. Матфрид I е в двора на император Лудвиг Благочестиви и от 817 г. играе важна роля при различни политически и военни задачи. През 826 г. той придружава с Хуго фон Тур императрица Юдит при кръщението на датския крал Харалд Клак в Ингелхайм.
През 827 г. Матфрид I е изпратен с Пипин I от Аквитания (син на Лудвиг Благочестиви) и граф Хуго да помогнат на граф Бернхард от Септимания в Графство Барселона, което е нападнато от маврите. Заради късното им пристигане на Матфрид и Хуго са взети владенията и службите на събранието в Аахен през 828 г. Неговото Графство Орлеан е дадено на Одо Орлеански, братовчед на Бернхард. След това Матфрид I е противник на Лудвиг Благочестиви и през 830 и 833/834 г. той помага на Лотар I.
През април 830 г. Пипин го поставя отново за граф на Орлеан. След загубата на Пипип в битка през 832 г. при Лимож против императорската войска и бягството му в Италия, Матфрид загубва отново своето графство и го дава на върналия се от Италия Одо. През пролетта 834 г. Матфрид I унищожава войската на Одо на границата с Бретан. Одо, брат му Вилхелм от Блоа и други, падат убити в боевете.
През юни 834 г. Матфрид е в свитата на Лотар и всички отиват в изгнание в Италия. Лотар им се отплаща. Матфрид и много други умират през 836/837 г. от епидемия.

## Деца
- Матфрид II, (* 820, † сл. 882), граф в Айфелгау 855 – 882
- Ингелтруд (* 820/825; † пр. 878), се омъжва първо за Бозон, втори път за Вангар